# Płaszów
Płaszów est aujourd'hui un quartier de la ville de Cracovie en Pologne. 
En décembre 1942, les occupants allemands implantent dans son voisinage un camp de travaux forcés où ils envoient des prisonniers issus du ghetto de Cracovie créé le 3 mars 1941 (Zwangsarbeitslager Plaszow der SS - und des Polizeiführers im Distrikt Krakau). En janvier 1944, le camp est transformé en camp de concentration autonome (Konzentrationslager Plaszow bei Krakau).

## Le quartier de Cracovie

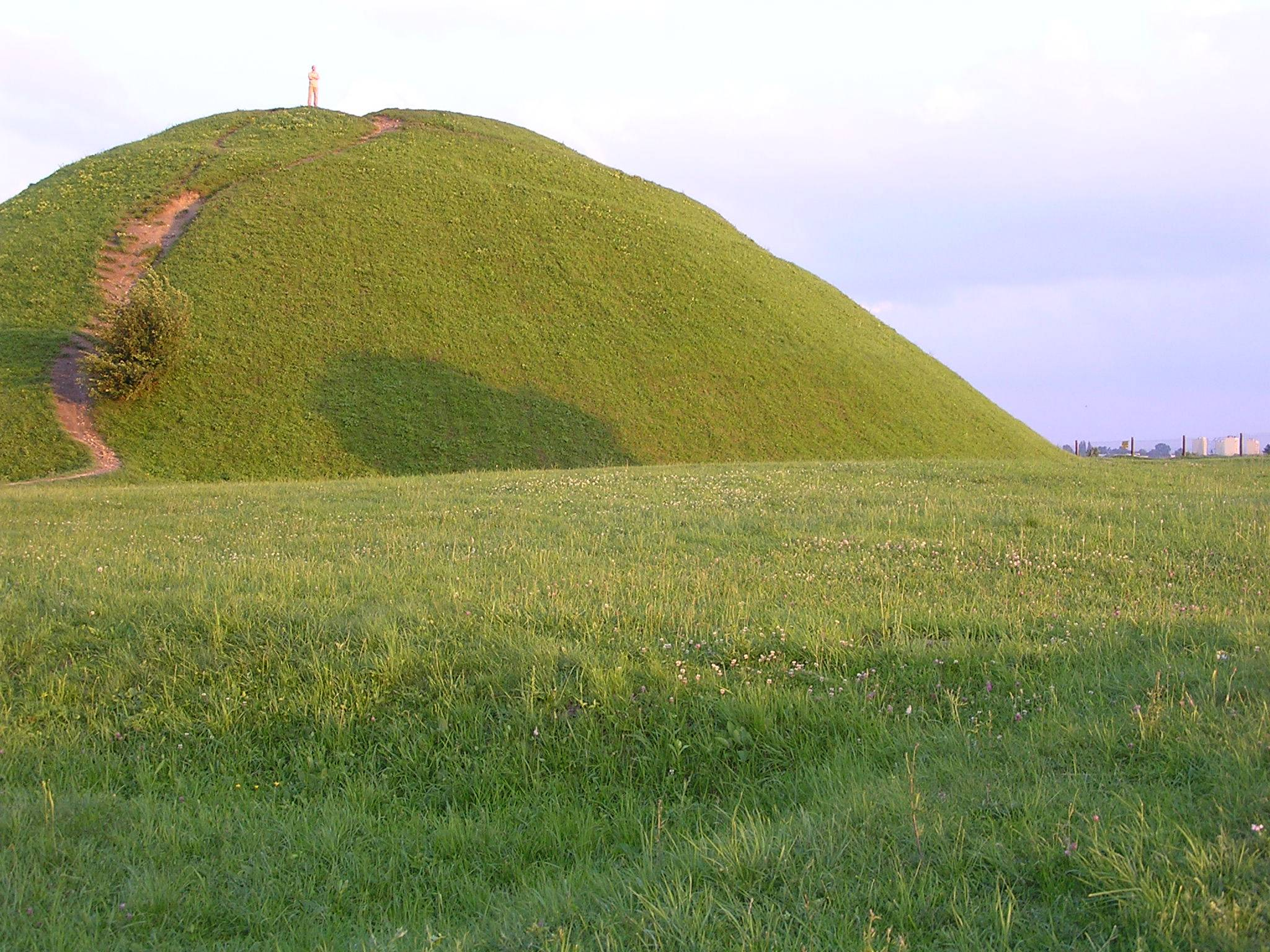
Tertre de Krakus

Płaszów est actuellement situé dans le treizième arrondissement de la ville de Cracovie. Les premières mentions concernant le village de Płaszów se trouvent dans des documents de 1254. En 1912, Płaszów a été annexé à Cracovie. Un des plus importants monuments de ce quartier est le Tertre de Krakus dont les origines sont probablement celtiques et remontent à 500 av. J.-C. 

## Le camp de Kraków-Płaszów
Dès le 10 septembre 1939, le terrain de Płaszów fut déjà utilisé comme lieu d’exécution de citoyens polonais. En décembre 1942, les occupants allemands créèrent dans le quartier de Podgórze un camp de travail. Il fut situé à l’emplacement des deux anciens cimetières juifs, préalablement profanés et dévastés. Y sont également inclus des logements polonais privés dont les propriétaires avaient été expulsés. Les Allemands utilisèrent les plaques funéraires juives pour paver la rue principale du camp. 
Le camp était d'abord un camp de travail qui fournissait de la main-d'œuvre à différentes usines d'armement et dans la carrière de pierre « Liban » toute proche. Il accueillit principalement des prisonniers issus du ghetto de Cracovie reconnus aptes au travail. Le camp se complexifia et se divisa progressivement en trois camps distincts : un camp pour hommes, un camp pour femmes et un camp pour les polonais dit « récalcitrants ». Cinq sous-camps lui furent subordonnés : trois à Cracovie, un à Mielec et un à Wieliczka. 
Le taux de mortalité y était extrêmement élevé. De nombreux prisonniers dont des femmes et des enfants y moururent du typhus, de faim ou furent exécutés. Le premier commandant du camp a été Horst Pilarzi qui fut remplacé par Franz Müller. Les conditions de vie se détériorèrent également du fait du sadisme du commandant Hauptsturmführer SS Amon Göth qui dirigea le camp entre février 1943 et septembre 1944. D’une cruauté exceptionnelle, il torturait et assassinait lui-même les prisonniers. Lui succéda le SS-Oberscharführer Kurt Schupke.

Le 13 et 14 mars 1943 Amon Göth supervise en personne la liquidation du ghetto de Cracovie et fait regrouper les habitants à Płaszów.  Les SS agrandirent petit à petit le camp qui atteignit sa taille maximale avec l’arrivée de juifs en provenance de Hongrie au printemps 1944. À son apogée, Płaszów comptait plus de 20 000 prisonniers. Jusqu'à cette date, la plupart des gardes du camp étaient des auxiliaires de police ukrainiens, sélectionnés parmi les soldats soviétiques des camps allemands de prisonniers de guerre et entraînés au camp de Trawniki, à Lublin. Göth avait également sous ses ordres des membres masculins et féminins de la SS, dont Gertrud Heise, Luise Danz, Alice Orlowski et Anna Gerwing.

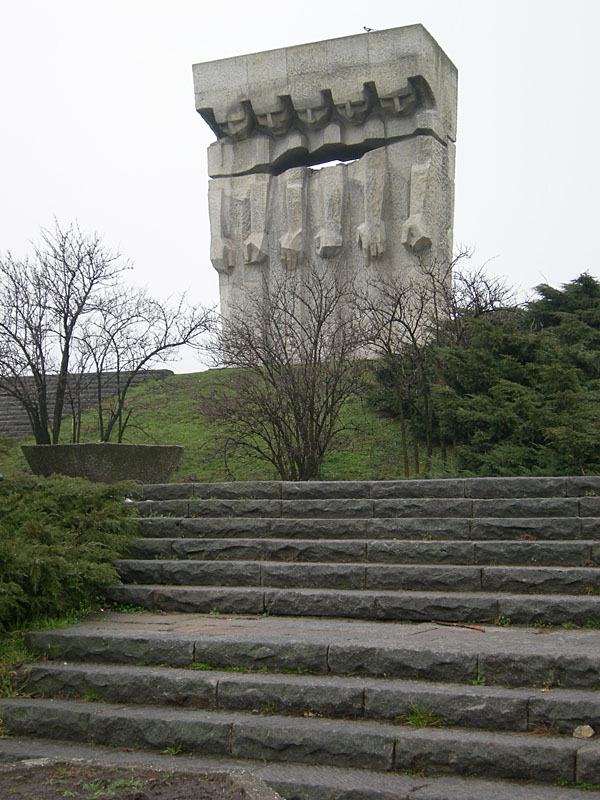
Mémorial du camp de Płaszów

L'industriel allemand Oskar Schindler créa une usine d'ustensiles en émail, Deutsche Emailwarenfabrik, à Cracovie, à proximité du camp. Il tenta de protéger ses ouvriers juifs des mauvais traitements pratiqués à Płaszów et de la déportation vers les centres de mise à mort. Comme l'armée soviétique approchait à l'été 1944, les Allemands se préparèrent à démanteler Płaszów et Schindler déplaça l'usine et son personnel juif à l'usine d'armement de Brünnlitz dans une zone anciennement tchécoslovaque. L’histoire de leur salut est décrite dans le roman La liste de Schindler qui a inspiré le film de Steven Spielberg, primé à plusieurs reprises. Les terrains de l’ancien camp ont servi de plateau pour le film (1993). 
Les autres prisonniers furent transférés par les SS vers d'autres camps de concentration en Allemagne et en Autriche ainsi que vers le camp de mise à mort d'Auschwitz-Birkenau où ils furent tués. Pour supprimer toute trace des crimes commis dans le camp, les Allemands ordonnèrent que les fosses communes de Płaszów soient ouvertes et que les corps en soient exhumés et brûlés. En janvier 1945, les gardiens du camp entraînèrent les survivants dans une marche de la mort qui les conduisit à Auschwitz, où ceux qui y parvinrent furent assassinés à leur arrivée. Le dernier convoi avec 178 femmes et 2 enfants partit pour Auschwitz le 15 janvier 1945. L'Armée rouge libéra le camp, alors vide, le 20 janvier 1945.
Selon différentes sources, de 50 000 à 150 000 seraient passées par Płaszów. Le nombre de victimes de KL Płaszów est difficile à estimer. Les seules exécutions par balle ont pris la vie de 8 000 personnes, le nombre définitif des victimes de faim, de maladies et de maltraitance reste inconnu. Il fut établi cependant que pour effacer les traces du génocide au cours de la liquidation du camp les Allemands chargèrent 17 camions des cendres provenant de l’incinération des corps.

## État contemporain
Le camp de Płaszów est connu pour sa Voie royale - son chemin pavé avec les pierres tombales d'un cimetière juif qui fut ainsi profané et rasé pour laisser place à des bâtiments. Aujourd'hui, cette voie existe toujours, mais elle est peu visible sous la végétation.
Les bâtiments du camp n’existent plus aujourd’hui : il n’y a ni baraques, ni miradors, et des maisons d’habitation occupent une partie du camp. La villa occupée par Amon Göth existe toujours (22, rue Heltman), de même que la fameuse « maison grise » (3, rue Jerozolimska), où habitaient des SS connus pour leur terrible cruauté, auparavant siège de la Confrérie Funèbre des Juifs (Chewra Kadisza). Dans les caves de l’immeuble ils avaient aménagé une chambre de torture : selon les souvenirs des rescapés du camp, personne n’en est sorti vivant. Quelques obélisques commémorent les victimes du camp, et du côté de la rue Kamieńskiego, on a érigé une statue de 7 mètres de hauteur des Victimes du nazisme où l’on a représenté, avec une symbolique forte, des cœurs arrachés.
Le 26 janvier 2017, un accord a été signé dans lequel la municipalité de Cracovie, la communauté juive locale et le Musée historique de la ville ont réglementé le statut de propriété d’une partie des terrains de l’ancien camp pour préparer la mise en place du Musée-Mémorial.

## Documentation
Il existe un certain nombre de photographies de Płaszów, prises par des SS mais aussi par le commandant du camp. Certaines peuvent être consultées dans les archives de Yad Vashem.